# Govern Jean Castex
El govern Jean Castex és el quaranta-segon govern de França sota la Cinquena República. Dirigit pel Primer ministre Jean Castex, es tracta del tercer govern format sota la presidència d'Emmanuel Macron.

## Formació

### Context
La qüestió del manteniment en funció o no d'Édouard Philippe després de la segona volta de les eleccions municipals, el 28 de juny de 2020, es va posar sobre la taula durant la campanya. Després de la victòria del Primer ministre a Le Havre, la portaveu del govern Sibeth Ndiaye anuncia que el president de la República hauria de resoldre la qüestió.
Édouard Philippe presenta la dimissió del seu govern al president de la República el 2 de juliol de 2020. Es parla llavors de diverses personalitats per succeir-lo, sobretot Florence Parly (ministra de l'exèrcit), Jean-Yves Le Drian (ministre d'Europa i d'Afers estrangers) i Jean Castex (alcalde de Prada de Conflent, conseller departamental dels Pirineus Orientals). És finalment aquest últim qui ocupa el lloc de cap del govern.

### Reaccions
En el cas de la nominació de Jean Castex, a l'esquerra, Boris Vallaud observa la continuïtat declarant que "la dreta succeeix la dreta", mentre a la dreta Valérie Pécresse espera un gir cap a més fermesa.
La tria d'Emmanuel Macron de nomenar al lloc de Primer ministre una personalitat poc coneguda del públic, que no ha exercit prèviament mandats nacionals, és criticat per la reducció de la funció de Primer ministre al rang d'un simple col·laborador del president, fins i tot, segons Thierry Mandon, de la "supressió de fet de la funció de Primer ministre"
Activistes i associacions sortides del moviment feminista critiquen la nominació de Gérald Darmanin com a ministre d'Interior, ja que estava sota investigació en relació amb una acusació de violació, així com la d'Éric Dupond-Moretti com a ministre de Justícia, per als seus propòsits i crítics en contra del Moviment Me Too.

## Composició inicial
Fet inusual, la composició del govern és anunciada en dos temps: la llista dels ministres és desvetllada el 6 de juliol de 2020, mentre la dels secretaris d'Estat és planificada per a ser pública « més tard durant la setmana ». »De fet, la composició inicial del govern és publicada al Diari oficial de la República francesa el 7 de juliol de 2020.

### Primer ministre
- Primer ministre: Jean Castex

### Ministres
| Títol                                                                            | Titular              |
| -------------------------------------------------------------------------------- | -------------------- |
| Ministre d'Europa i d'afers estrangers                                           | Jean-Yves Le Drian   |
| Ministra de Transició ecològica                                                  | Barbara Pompili      |
| Ministre d'Educació, joventut i esports                                          | Jean-Michel Blanquer |
| Ministre d'economia i finances                                                   | Bruno Le Maire       |
| Ministra de defensa                                                              | Florence Parly       |
| Ministre d'Interior                                                              | Gérald Darmanin      |
| Ministra de Treball                                                              | Élisabeth Borne      |
| Ministra de Cohesió dels territoris i relacions amb els col·lectius territorials | Jacqueline Gourault  |
| Ministre de Justícia                                                             | Éric Dupond-Moretti  |
| Ministra de Cultura                                                              | Roselyne Bachelot    |
| Ministre d'Ultramar                                                              | Sébastien Lecornu    |
| Ministre Solidaritat i salut                                                     | Olivier Véran        |
| Ministra del Mar                                                                 | Annick Girardin      |
| Ministra d'ensenyament superior, recerca i innovació                             | Frédérique Vidal     |
| Ministre d'agricultura i alimentació                                             | Julien Denormandie   |
| Ministra de la Transformació i de la funció pública                              | Amélie de Montchalin |

### Ministres delegats
| Títol | Ministre de tutela                                                                            | Titular                |
| --- | --------------------------------------------------------------------------------------------- | ---------------------- |
| Ministre delegat encarregat de les Relacions amb les Corts Generals i de la Participació ciutadana          | Primer ministre                                                                               | Marc Fesneau           |
| Ministra delegada encarregada de la Igualtat entre les dones i els homes, de la Diversitat i de la Igualtat | Primer ministre                                                                               | Elisabeth Moreno       |
| Ministre delegat encarregat del Comerç exterior i Atractivitat                                              | Ministre d'Europa i d'afers estrangers                                                        | Franck Riester         |
| Ministra delegada encarregada de l'habitatge                                                                | Ministra de Transició ecològica                                                               | Emmanuelle Wargon      |
| Ministre delegat encarregat de Transports                                                                   | Ministra de Transició ecològica                                                               | Jean-Baptiste Djebbari |
| Ministra delegada encarregada d'Esports                                                                     | Ministre d'Educació, joventut i esports                                                       | Roxana Maracineanu     |
| Ministre delegat encarregat dels Comptes públics                                                            | Ministre d'Economia i Finances                                                                | Olivier Dussopt        |
| Ministra delegada encarregada d' Indústria                                                                  | Ministre d'Economia i Finances                                                                | Agnès Pannier-Runacher |
| Ministre delegat encarregat de les Petites i Mitjanes Empreses                                              | Ministre d'Economia i Finances                                                                | Alain Griset           |
| Ministra delegada encarregada de la Memòria i dels Ancians combatents                                       | Ministra de defensa                                                                           | Geneviève Darrieussecq |
| Ministra delegada encarregada de la Ciutadania                                                              | Ministre d'Interior                                                                           | Marlène Schiappa       |
| Ministra delegada encarregada d'Inserció                                                                    | Ministra del Treball                                                                          | Brigitte Klinkert      |
| Ministra delegada encarregada de la Ciutat                                                                  | Ministra de cohesió dels territoris i relacions amb els col·lectius territorials territorials | Nadia Hai              |
| Ministra delegada encarregada de l'Autonomia                                                                | Ministra de Solidaritat i Salut                                                               | Brigitte Bourguignon   |

### Secretaries d'Estat
| Títol                                   | Ministre de tutela | Titular       |
| --------------------------------------- | ------------------ | ------------- |
| Secretaria d'Estat, Portaveu del Govern | Primer ministre    | Gabriel Attal |

## Galeria del govern

### Primer ministre
| Retrat      | Funció          | Nom | Nom         | Partit |
| ----------- | --------------- | --- | ----------- | ------ |
| Jean Castex | Primer ministre |     | Jean Castex | DVC    |

### Ministres
| Retrat               | Funció                                                                           | Nom | Nom                  | Partit  |
| -------------------- | -------------------------------------------------------------------------------- | --- | -------------------- | ------- |
| Jean-Yves Le Drian   | Ministre d'Europa i d'afers estrangers                                           |     | Jean-Yves Le Drian   | TdP     |
| Barbara Pompili      | Ministra de Transició ecològica                                                  |     | Barbara Pompili      | LREM-PÉ |
| Jean-Michel Blanquer | Ministre d'Educació, joventut i esports                                          |     | Jean-Michel Blanquer | LREM    |
| Bruno Le Maire       | Ministre d'economia i finances                                                   |     | Bruno Le Maire       | LREM    |
| Florence Parly       | Ministra de defensa                                                              |     | Florence Parly       | DVG     |
| Gérald Darmanin      | Ministre d'Interior                                                              |     | Gérald Darmanin      | LREM    |
| Élisabeth Borne      | Ministra de Treball                                                              |     | Élisabeth Borne      | LREM    |
| Jacqueline Gourault  | Ministra de cohesió dels territoris i Relacions amb els col·lectius territorials |     | Jacqueline Gourault  | MoDem   |
| Éric Dupond-Moretti  | Ministre de Justícia                                                             |     | Éric Dupond-Moretti  | DIV     |
| Roselyne Bachelot    | Ministra de Cultura                                                              |     | Roselyne Bachelot    | DVD     |
| Sébastien Lecornu    | Ministre d'Ultramar                                                              |     | Sébastien Lecornu    | LREM    |
| Olivier Véran        | Ministre Solidaritat i salut                                                     |     | Olivier Véran        | LREM    |
| Annick Girardin      | Ministra del Mar                                                                 |     | Annick Girardin      | MR      |
| Frédérique Vidal     | Ministra d'Ensenyament superior, recerca i innovació                             |     | Frédérique Vidal     | LREM    |
| Julien Denormandie   | Ministre d'Agricultura i alimentació                                             |     | Julien Denormandie   | LREM    |
|                      | Ministre de la Transformació i de la funció pública                              |     | Amélie de Montchalin | LREM    |

### Ministres delegats
| Portrait               | Funció | Ministre de rattachement                                                                      | Nom | Nom                    | Parti |
| ---------------------- | --- | --------------------------------------------------------------------------------------------- | --- | ---------------------- | ----- |
| Marc Fesneau           | Ministre delegat encarregat de les Relacions amb les Corts Generals i de la Participació ciutadana          | Primer Ministre de França                                                                     |     | Marc Fesneau           | MoDem |
| Elisabeth Moreno       | Ministra delegada encarregada de la Igualtat entre les dones i els homes, de la Diversitat i de la Igualtat | Primer Ministre de França                                                                     |     | Elisabeth Moreno       | DIV   |
| Franck Riester         | Ministre delegat encarregat del Comerç exterior i de l'Atractivitat                                         | Ministre d'Europa i d'afers estrangers                                                        |     | Franck Riester         | Agir  |
| Franck Riester         | Ministra delegada encarregada de l'habitatge                                                                | Ministra de Transició ecològica                                                               |     | Emmanuelle Wargon      | DVG   |
| Franck Riester         | Ministre delegat encarregat dels Transports                                                                 | Ministra de Transició ecològica                                                               |     | Jean-Baptiste Djebbari | LREM  |
| Roxana Maracineanu     | Ministre delegat encarregat dels Transports                                                                 | Ministre d'Educació, joventut i esports                                                       |     | Roxana Maracineanu     | DVG   |
| Franck Riester         | Ministre delegat encarregat dels Comptes públics                                                            | Ministre d'Economia i Finances                                                                |     | Olivier Dussopt        | TdP   |
| Franck Riester         | Ministra delegada encarregada de la Indústria                                                               | Ministre d'Economia i Finances                                                                |     | Agnès Pannier-Runacher | LREM  |
| Alain Griset           | Ministre delegat encarregat de les Petites i Mitjanes Empreses                                              | Ministre d'Economia i Finances                                                                |     | Alain Griset           | DIV   |
| Geneviève Darrieussecq | Ministra delegada encarregada de la Memòria i dels Ancians combatents                                       | Ministra de defensa                                                                           |     | Geneviève Darrieussecq | MoDem |
| Marlène Schiappa       | Ministra delegada encarregada de la Ciutadania                                                              | Ministre d'Interior                                                                           |     | Marlène Schiappa       | LREM  |
| Brigitte Klinkert      | Ministra delegada encarregada d'Inserció                                                                    | Ministra del Treball                                                                          |     | Brigitte Klinkert      | DVD   |
| Nadia Hai              | Ministra delegada encarregada de la Ciutat                                                                  | Ministra de cohesió dels territoris i relacions amb els col·lectius territorials territorials |     | Nadia Hai              | LREM  |
| Brigitte Bourguignon   | Ministra delegada encarregada de l'Autonomia                                                                | Ministra de Solidaritat i Salut                                                               |     | Brigitte Bourguignon   | LREM  |

### Secretaris d'Estat
| Retrat        | Funció                                 | Ministre adjunt | Nom | Nom           | Partit |
| ------------- | -------------------------------------- | --------------- | --- | ------------- | ------ |
| Gabriel Attal | Secretari d'Estat, Portaveu del Govern | Primer ministre |     | Gabriel Attal | LREM   |

## Paritat
A la seva constitució, el juliol del 2020, es respecta la paritat entre els ministres a temps complet, vuit dones i vuit homes, hi ha disset dones i catorze homes al govern.